# Bedous
Bedous is een gemeente in het Franse departement Pyrénées-Atlantiques (regio Nouvelle-Aquitaine) en telt 578 inwoners (1999). De plaats maakt deel uit van het arrondissement Oloron-Sainte-Marie.

## Geografie
De oppervlakte van Bedous bedraagt 11,5 km², de bevolkingsdichtheid is 50,3 inwoners per km².
De onderstaande kaart toont de ligging van Bedous met de belangrijkste infrastructuur en aangrenzende gemeenten.

## Verkeer
In de gemeente ligt de spoorweghalte Bedous.

## Demografie
Onderstaande figuur toont het verloop van het inwonertal (bron: INSEE-tellingen).